# 哈尔滨飞机工业集团
45°35′59.99″N 126°39′27.94″E / 45.5999972°N 126.6577611°E
哈尔滨飞机工业（集团）有限责任公司（简称哈飞）是中國航空工業集團旗下一員。最早追溯至于1952年4月成立的122厂，后称国营伟建机器制造厂、哈尔滨飞机制造公司。1998年9月9日，哈尔滨飞机制造公司改名为哈尔滨飞机工业集团有限责任公司。现位于黑龙江省哈尔滨市。

## 历史沿革
- 1952年4月1日，作为中华人民共和国航空工业第一批六大主机厂之一的122厂正式成立，創辦初期僅負責飞机維修業務。
- 1953年12月，122厂在原有的基础上扩建成为大型轰炸机工厂。
- 1957年5月14日，正式启用国营伟建机器制造厂为第二厂名。
- 1978年9月1日，部明确122厂为对外开放工厂，轰5、直5、运11为对外开放机种，对外厂名为哈尔滨飞机制造厂。
- 1986年11月1日，更名为哈尔滨飞机制造公司。
- 2000年12月18日，"哈飞"A股在上海证券交易所挂牌上市。
- 2003年12月16日，与巴西航空工业公司合资创办哈尔滨安博威飞机工业有限公司。
- 2004年4月30日，由哈尔滨飞机工业集团与哈尔滨东安发动机集团整合重组后的哈尔滨航空工业(集团)有限公司正式挂牌成立。[5]
- 2009年，哈飞汽车被长安汽车收购。
- 2023年7月19日，中直股份（上交所：600038）公告，拟向中航科工发行股份购买其持有的昌飞集团92.43%的股权、哈飞集团80.79%的股权，拟向航空工业集团发行股份购买其持有的昌飞集团7.57%的股权、哈飞集团19.21%的股权，交易价格为50.78亿元。本次交易完成后，昌飞集团、哈飞集团将成为中直股份全资子公司[6]。

## 研发大事
- 1958年1月19日，開始生產苏联授權生產之軍用機。第一批預定生產機種為直五军用直升机（仿Mi-4）以及轟五噴射轰炸机(Il-28轟炸機授權生產版本)。
- 1958年9月29日，“松花江一号”小型旅游運輸機试飞成功。
- 1958年12月16日，中国第一架直升机--直5首飞成功。
- 1959年9月27日，中国第一架中型喷气式战略轰炸机--轰6飞机首飞成功。当年12月交付部队。
- 1965年5月14日，中国第一架参与投放原子弹的飞机—轰6飞机成功实现中国第一次用飞机进行运载、投放原子弹的试验。
- 1966年9月25日，中国第一架喷气式战术轟炸機—轟5飞机首飞成功。
- 1967年4月，轟五型轰炸机通过測試，正式量产。
- 1968年12月9日，毛泽东、周恩来将水轟五研制生产定点于122厂。
- 1969年12月10日，直-6机02架试飞成功。
- 1970年11月12日，轟教五首飞成功。
- 1971年，创造年产直5、轟五各100架的记录。
- 1974年，哈飞开始研制运-11
- 1975年12月30日，运11（Y-11）飞机首飞成功，Y-11为双发动机多用途飞机。
- 1976年4月3日，自行研制的第一代大型水上反潜轰炸机水轰5飞机首飞成功。同年，成功研制了涡桨五航空发动机并转入小批量生产。
- 1980年初，设计、研制生产了民用飞机运-12。
- 1980年10月15日，引进法国"海豚"直升机生产专利，开始研制生产“海豚”直升机。
- 1982年7月14日，运-12Ⅰ型首次试飞成功。
- 1983年，直9机被总参正式列装。
- 1984年6月15日，运-12Ⅱ型首次试飞成功。
- 1985年2月12日，运-12飞机首次夜航试飞成功。
- 1985年5月20日，运12飞机首飞成功。
- 1985年12月24日，运-12Ⅱ型飞机获得中国民航总局首次对国产民用飞机颁发的第一个型号合格证。
- 1986年12月24日，运-12Ⅱ型飞机获得中国民航总局对国产民用飞机颁发的第一个生产许可证。
- 1987年5月，中国第一架用于海洋监测的运-12Ⅱ型飞机交付国家海洋局正式投入使用。该架机获得中国民航总局签发的单机适航证。
- 1987年6月11日，运-12飞机、直-9机首次参加了在法国举办的第37届布尔日国际航天航空博览会。
- 1987年12月16日，成功改装了水轰5森林灭火机。

## 主要产品
哈飞主要产品包括：
- 直-5 （Z-5）多用途直升机，初期代号“旋风25”，原型为前苏联米-4（Mil Mi-4）直升机，1958年12月14日首次试飞，1959年初投入批生产，已退役
- 轟五（H-5），噴射戰術战术轰炸机，苏联伊尔-28(IL-28)喷气轰炸机授權生產，1966年9月25日试飞成功，1967年4月量产，1984年停产。
- 水轰-5 水轰-5型水上反潜轰炸机（PS-5），1971年装出第一架原型01号，1976年4月3日首次进行水上起降试飞，1986年服役。
- 直-9 （Z-9） 直-9轻型多用途直升机是引进法国SA365“海豚”型直升机的生产专有权合同，由哈飞生产，1982年装配首架。1992年1月16日国产化直-9首飞，该型号定名直-9B。
- 直-19
- 直-20
- HC120直升機
- AC352（Z-15[8]）和歐洲直升機公司聯合開發多用途直升机，2016年12月20日首飛。
- 运-11 Y-11为双发动机多用途运输机。
- 运-12 运-12运输机是在运-11基础上更换发动机后研制的小型涡桨多用途运输机。
- BZK-005
- ERJ-145
- 萊格賽650

## 圖片

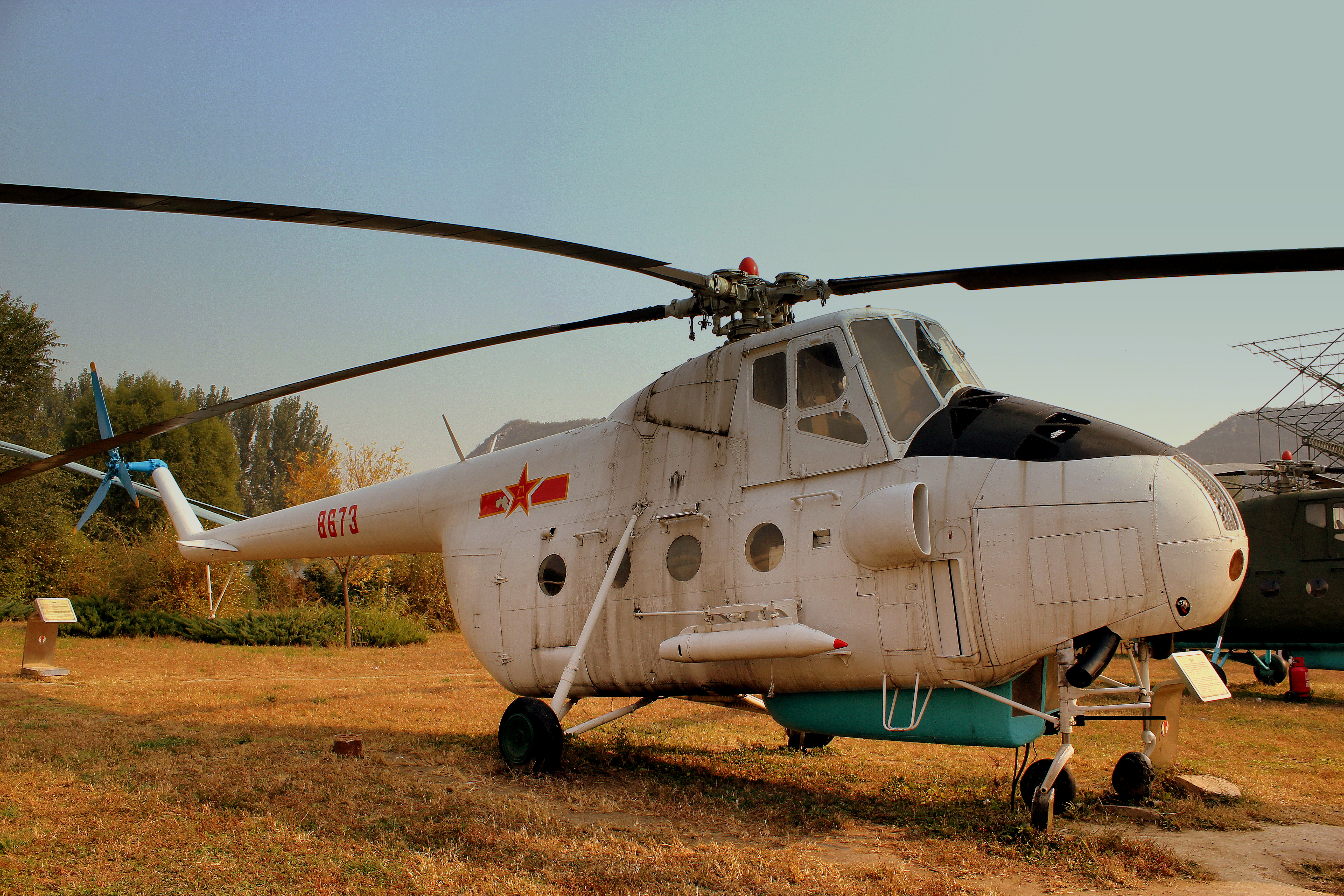
Z-5
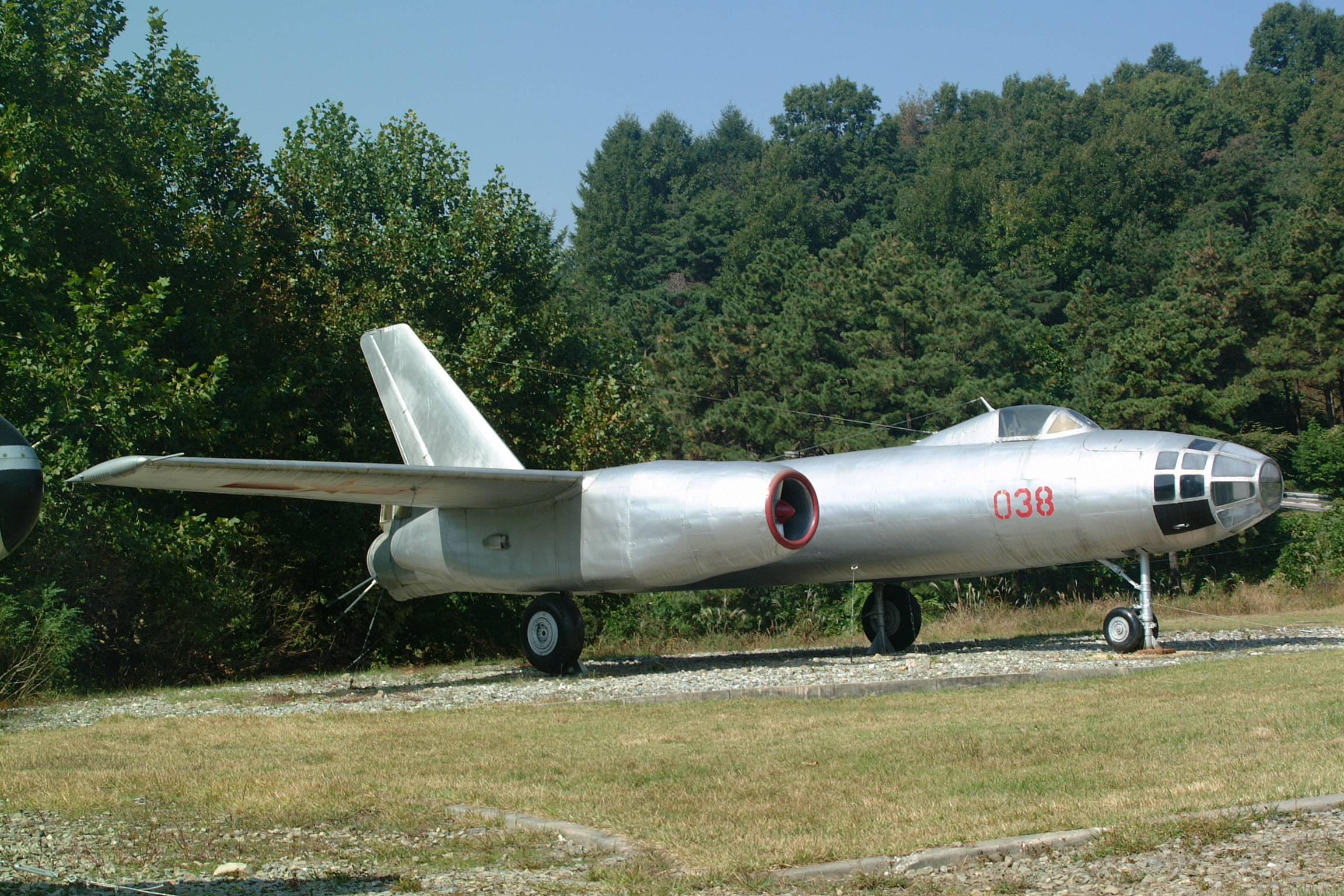
H-5
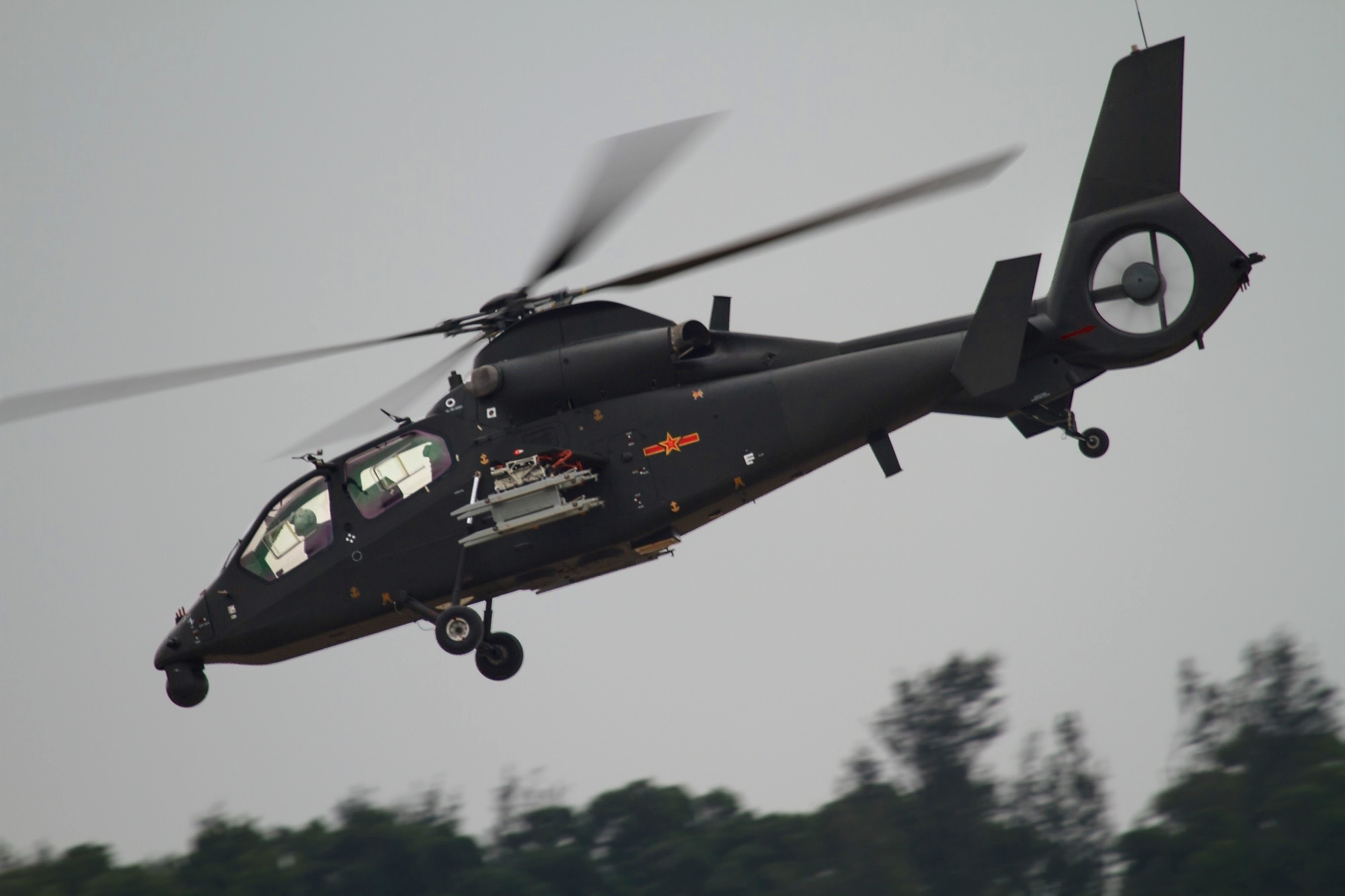
Z-19
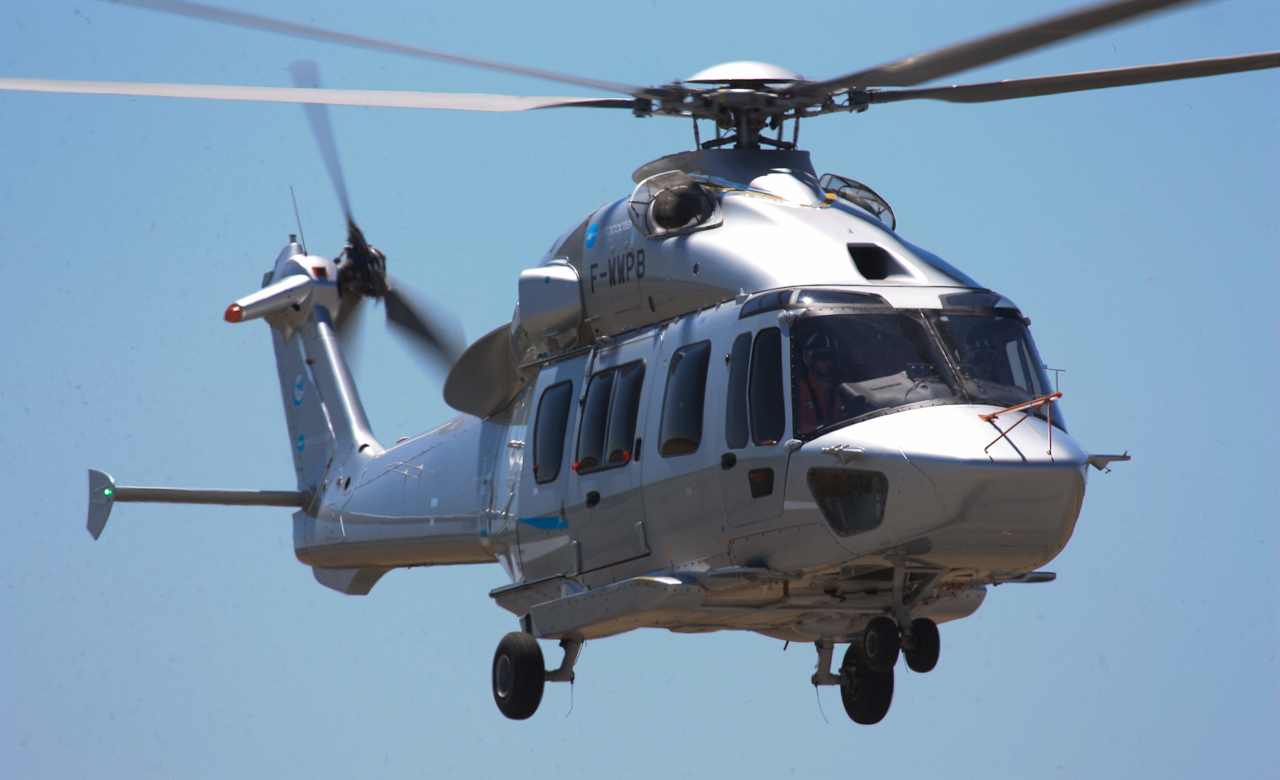
AC352
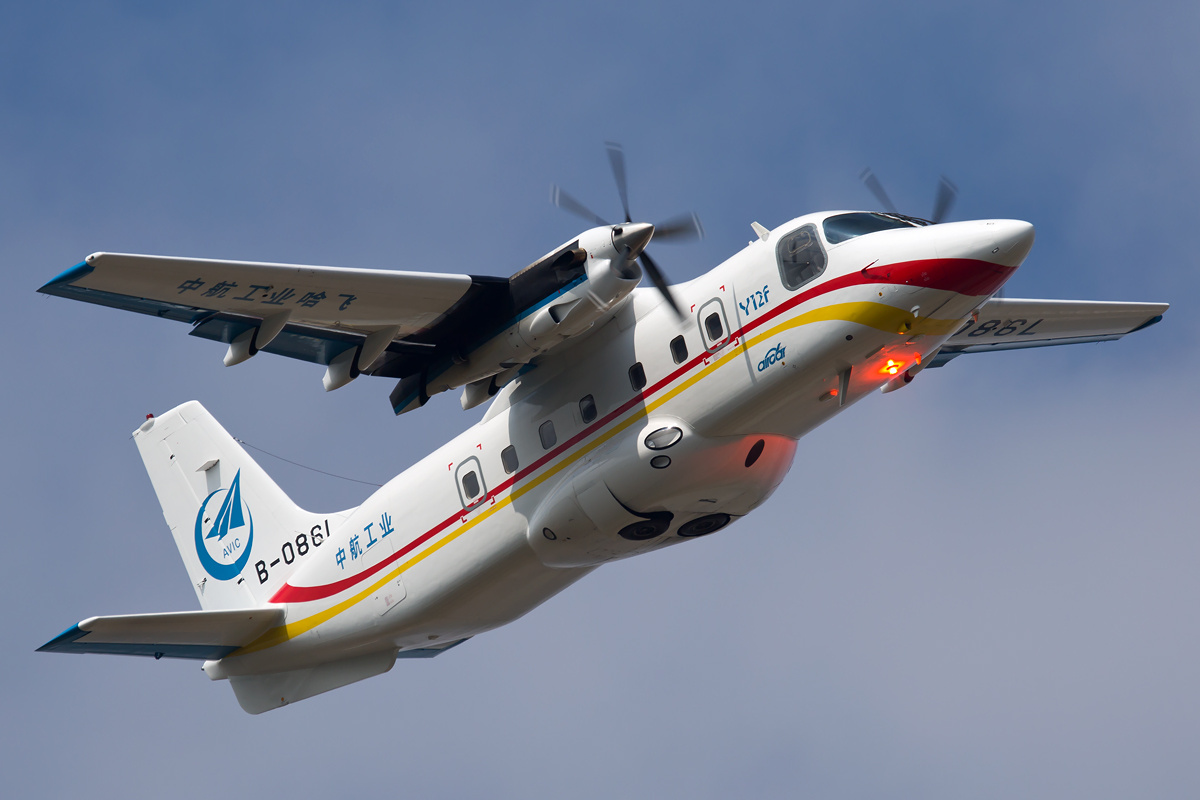
Y-12F